# Cistus ultraviolaceus
Cistus ultraviolaceus är en solvändeväxtart som beskrevs av Jean-Pierre Demoly. Cistus ultraviolaceus ingår i släktet Cistus och familjen solvändeväxter. Inga underarter finns listade i Catalogue of Life.